# Paveien

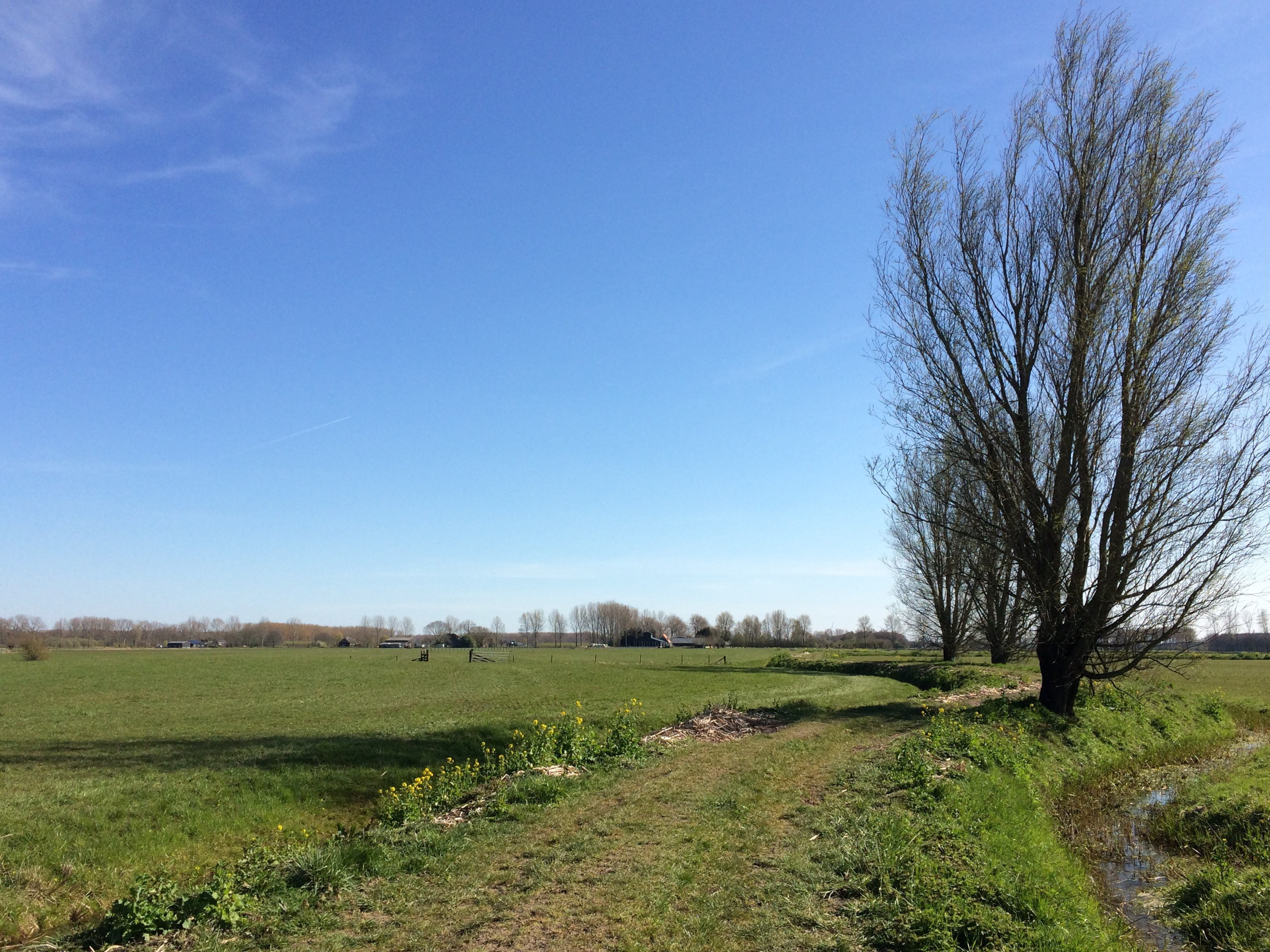
Locatie van het voormalige dorp Paveien (Culemborg)

Paveien (ook wel gespeld als Paveyen of Paveijen) is een voormalige nederzetting in de Nederlandse gemeente Culemborg. De nederzetting lag aan de huidige Holderweg/Paveyseweg, ten zuiden van de provinciale weg N320 en ten oosten van de snelweg A2. De kromming in de Holderweg/Paveyseweg en de lichte glooiing in het weiland geven de locatie aan waar het kerkje en het kerkhof hebben gelegen.

## Geschiedenis
De nederzetting was onderdeel van de ontginning Paveien die eind 11e eeuw of begin 12e eeuw werd begonnen, waarschijnlijk op initiatief van de bisschop van Utrecht. In 1129 wordt melding gemaakt van het kerkje Paveia in een cartularium van de abdij van Mariënweerd. Dit aan Sint Nicolaas gewijde kerkje wordt in 1148 genoemd als parochiekerk. Onderdeel van de parochie Paveien was ook de in 1135 gestichte kapel van de nabije nederzetting Lanxmeer. Zowel kerk als kapel vielen onder de abdij van Mariënweerd. De parochie Paveien was overigens een afsplitsing van de parochie Beusichem.
Het gebied werd in de loop van de 13e eeuw steeds natter: de komgronden klonken in, de afdamming van de Rijn bij Wijk bij Duurstede in 1122 zorgde voor meer water in de Lek, en de aanleg van de Diefdijk in 1284 maakte afwatering van het gebied ten westen van Culemborg steeds moeilijker. In de 2e helft van de 13e eeuw moet Paveien zijn verlaten, waarbij de bewoners naar het hogergelegen Lanxmeer zijn verhuisd. Het altaar van het Paveise kerkje is overgebracht naar de kapel van Lanxmeer, die in 1294 werd verheven tot parochiekerk. 
De naam Paveien bleef in gebruik voor het polderblok ten westen van het Lange Avantuur, tussen de Nieuwe Wetering en de Korte Hoeven.

## Naam
De naam Paveien verwijst naar de Italiaanse stad Pavia. Het was in de middeleeuwen gebruikelijk om nieuwe ontginningsgebieden een aantrekkelijke naam te geven, bijvoorbeeld van een ver land of stad. Op deze manier hoopte men de nieuwe ontginning aantrekkelijk te laten klinken en boeren zo te bewegen zich er te vestigen.

## Archeologisch onderzoek
De plaats van de vroegere kerk is eeuwenlang bekend gebleven als het kerkhof van Paveien. In 1943 heeft J.G.N. Renaud hier archeologisch onderzoek verricht. Hij trof bewoningssporen aan en de restanten van een tufstenen zaalkerkje. De vondsten dateren uit de periode 1100 tot 1250. Ook vond hij menselijke skeletresten. Het is waarschijnlijk dat het kerkhof ook na 1250 nog in gebruik was.

## Trivia
In Culemborg is het bedrijventerrein Paveijen naar de buurschap genoemd.